# 2008년 4월
| 2008년: 1월 · 2월 · 3월 · 4월 · 5월 · 6월 · 7월 · 8월 · 9월 · 10월 · 11월 · 12월 |

| <          | 2008년 4월 | 2008년 4월  | 2008년 4월 | 2008년 4월 | 2008년 4월 | >          |
| 일         | 월         | 화          | 수         | 목         | 금         | 토         |
|            |            | 1 2.25 신미 | 2 26 임신  | 3 27 계유  | 4 28 갑술  | 5 29 을해  |
| 6 3.1 병자 | 7 2 정축   | 8 3 무인    | 9 4 기묘   | 10 5 경진  | 11 6 신사  | 12 7 임오  |
| 13 8 계미  | 14 9 갑신  | 15 10 을유  | 16 11 병술 | 17 12 정해 | 18 13 무자 | 19 14 기축 |
| 20 15 경인 | 21 16 신묘 | 22 17 임진  | 23 18 계사 | 24 19 갑오 | 25 20 을미 | 26 21 병신 |
| 27 22 정유 | 28 23 무술 | 29 24 기해  | 30 25 경자 |            |            |            |

| - 4월 2일 - 임성훈 - 4월 5일 - 찰턴 헤스턴 - 4월 13일 - 휠러 - 4월 29일 - 김민수 - 4월 9일 - 대한민국 제18대 총선 편집하기 |

## 2008년4월 29일
- 음악 그룹 먼데이 키즈의 멤버인 김민수가 오전 6시 24분경에 관악구 신림사거리에서 오토바이 교통사고로 사망하였다.
- 민족문제연구소와 친일인명사전편찬위원회는 친일인명사전 수록 대상자 4776명의 명단을 공개했다.

## 2008년4월 27일
- 하미드 카르자이 아프가니스탄 대통령이 수도 카불에서 열린 공식 행사에서 무장세력 탈레반의 공격을 받아 피신했다.
- 부동산 투기 및 서류조작 의혹을 받아온 박미석 청와대 사회정책수석비서관이 이명박 대통령에게 사의를 표시한 것으로 알려졌다.
- 2008년 베이징 올림픽 성화 봉송 행사를 치른 대한민국 서울 시내 곳곳에서 티베트 시위 무력 진압에 항의하는 시위가 잇따라 발생하고, 그 시위에 반대하는 중국인의 폭력 시위 사태가 발생했다.

## 2008년4월 26일
- 강원도 양구군의 한 공원에서 산책하던 여고생을 아무 이유없이 살해한 일명 묻지마 살인이 발생하여 용의자 이창주(35세)가 검거되었다.

## 2008년4월 24일
- 미국 메이저 리그 베이스볼의 내셔널 리그 구단 시카고 컵스가 샌프란시스코 자이언츠에 이어 메이저 리그 사상 2번째 10000승을 달성했다.

## 2008년4월 23일
- 미국 메이저 리그 베이스볼의 애틀랜타 브레이브스 소속 투수 존 스몰츠가 메이저 리그 사상 16번째로 3000개의 탈삼진을 기록하였다.
- MS사에서 윈도우 XP 서비스팩 3가 발표되었다.

## 2008년4월 22일
- 삼성 특검
  - 이학수 삼성그룹 부회장이 삼성 경영 쇄신안을 발표하였다.
- 2008년 미국 대통령 선거
  - 펜실베이니아주 예비선거에서 민주당의 힐러리 클린턴과 공화당의 존 매케인 후보가 각각 승리하였다.

## 2008년4월 20일
- 페르난도 루고가 이번 파라과이 대선에서 41%를 득표하여 파라과이 대통령에 당선되었다.

## 2008년4월 19일
- 대한민국 최초의 우주인 이소연이 탑승한 소유즈호가 도킹을 해제하였으며 한국시각 5시 30분쯤 지구에 무사히 도착했다.

## 2008년4월 17일
- 삼성 특검
  - 삼성 관련 의혹 등을 수사해 온 조준웅 특별검사가 수사 결과를 발표했다.

## 2008년4월 16일
- 미국 평화 봉사단과 오버도퍼 존스홉킨스 대학교 교수가 밴 플리트상을 공동 수상하였다.
- 로렌즈 끌개의 발견으로 나비 효과등 혼돈 이론에 공헌한 에드워드 노턴 로렌즈가 자택에서 타계하다. 향년 90세.
- 대한민국 최초의 우주인 이소연이 국제 우주 정거장에서 SBS를 통해 피겨스케이터 김연아 선수와 오후 8시 23분(한국시각)부터 약 9분간 교신했다.

## 2008년4월 14일
- 몽골의 할흐골에 대한민국 정부가 농업에 대한 지원 등을 무상 원조하는 대신 2700km2(27만ha)의 땅을 50~100년간 장기로 빌려 작물을 재배하여 식량을 생산할 계획이라고 밝혔다.
- 메이저 리그 베이스볼 내셔널 리그 소속 샌디에이고 파드리스의 투수 그레그 매덕스가 로스앤젤레스 다저스를 상대로 승리를 기록, 통산 349승에 성공하였다. 매덕스가 350승을 기록할 경우, 이는 메이저 리그 역사상 9번째에 해당된다.

## 2008년4월 13일
- 오스트레일리아의 쿠엔틴 브라이스 퀸즐랜드 주 총독이 현 연방 총독 마이클 제프리의 후임으로 지명되었다. 이로써 그녀는 오스트레일리아 역사상 최초의 여성 총독으로 임명되었다.

## 2008년4월 12일
- 대한민국 최초의 우주인 이소연이 국제 우주 정거장에서 SBS를 통해 이명박 대통령과 오전 11시 25분(그리니치 평균시)부터 약 10분간 교신했다.
- 일본 프로야구 한신의 외야수 가네모토 도모아키가 요코하마 베이스타스와의 원정경기에서 7회초 안타를 기록, 일본 프로야구 역사상 37번째로 2000개의 안타를 친 선수가 되었다.

## 2008년4월 11일
- 대한민국 대법원은 비자금을 조성 및 회삿돈 횡령 혐의로 기소된 정몽구 현대-기아 자동차 그룹 회장에 대한 상고심에서 집행유예 및 사회봉사명령을 선고한 원심을 깨고 사건을 서울고법으로 돌려보냈다.
- 대한민국 최초의 우주인인 이소연이 탄 소유스 우주선 TMA-12가 국제 우주 정거장과 도킹에 성공하였고, 우주비행사들은 국제 우주 정거장에 탑승하였다.
- 소말리아 인근 해역에서 해적들에 피랍됐던 프랑스의 호화 요트 승무원 30명이 모두 구출됐다.
- 중화인민공화국 하이난섬 보아오에서 아시아 각국의 정치, 경제 지도자들이 참여하는 보아오 포럼이 개막되었다.
- 유럽 최후의 봉건 제도 국가로 남아있던 채널 제도의 사크섬이 봉건 제도를 폐지하였다.

## 2008년4월 10일
- 쿠바의 라울 카스트로 정부는 노동자들의 근로 의욕을 자극하기 위해 생산성과 월급을 연계하는 한편 임금상한제를 폐기하기로 했다.

## 2008년4월 9일
- 대한민국 제18대 총선이 실시되어 한나라당이 과반 의석을 확보하였다.
- 홍콩의 저가 항공사인 오아시스 홍콩 항공이 파산되었다.

## 2008년4월 8일
- 대한민국 최초의 우주인인 이소연이 탄 소유스 우주선 TMA-12가 오후 8시 16분 경(한국 시간) 카자흐스탄의 바이코누르 우주기지에서 발사되었다.
- 국제올림픽위원회 집행위원회 회의에서 2012년 하계 올림픽부터 국외 성화봉송의 폐지 문제를 논의할 예정이라고 AP 통신이 보도했다.
- 대한민국 국방부는 2002년 6월에 발생한 서해 교전의 공식 명칭을 제2연평해전으로 변경한다고 발표했다.
- 삼성 특검
  - 삼성 특검은 김인주 삼성그룹 전략기획실 사장이 삼성 에버랜드 전환사채 저가 배정 사건에 개입한 정황을 발견했다고 밝혔다.

## 2008년4월 7일
- 뉴질랜드와 중화인민공화국이 자유무역협정(FTA)을 체결했다.

## 2008년4월 4일
- 삼성 특검
  - 이건희 삼성그룹 회장이 삼성 특검에 출석해 조사받았다.

## 2008년4월 3일
- 2007년 12월 인천의 강화도에서 초병을 살해하고 군용무기를 탈취한 조영국 피고인에게 1심 군사법원이 사형을 선고했다.

## 2008년4월 2일
- 삼성 특검
  - 이건희 삼성그룹 회장의 부인 홍라희가 삼성 특검에 출석해 조사받았다.
- 전라북도 방역당국은 김제시 용지면의 한 닭 사육농장에서 조류 인플루엔자(AI)로 의심되는 신고가 접수돼 정밀 역학조사를 벌이고 있다고 밝혔다.

## 2008년4월 1일
- 소니는 일본의 이동통신사인 NTT도코모에 휴대전화 납품을 중단하면서 올해 안으로 일본 국내시장용 휴대전화의 개발과 생산을 중단할 방침이라고 밝혔다.
- 순천향대학교 이순신연구소는 이순신 장군의 《난중일기》 중에서 지금까지 알려지지 않았던 32일치의 일기 내용이 새로 확인되었다고 밝혔다.